# 케추아어 위키백과

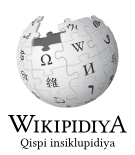
케추아어 위키백과의 로고

케추아어 위키백과는 케추아어로 된 위키백과로, 2003년 11월에 운영을 시작하였다. 2014년 3월 기준으로 18,700여 개의 문서가 수록되어 있다.
기호는 qu이다.